# 甲麦角新碱
甲麦角新碱（商品名：Methergine，化学式：C20H25N3O2）是一种麦角碱麦角酰胺类药物，它在产科中用作催产药、在偏頭痛的治疗中用作抗偏头痛药。它在高剂量时，它会产生类似于麦角酸二乙酰胺（LSD）的致幻效果。它可由麦角酸合成得到。